# Riksakten

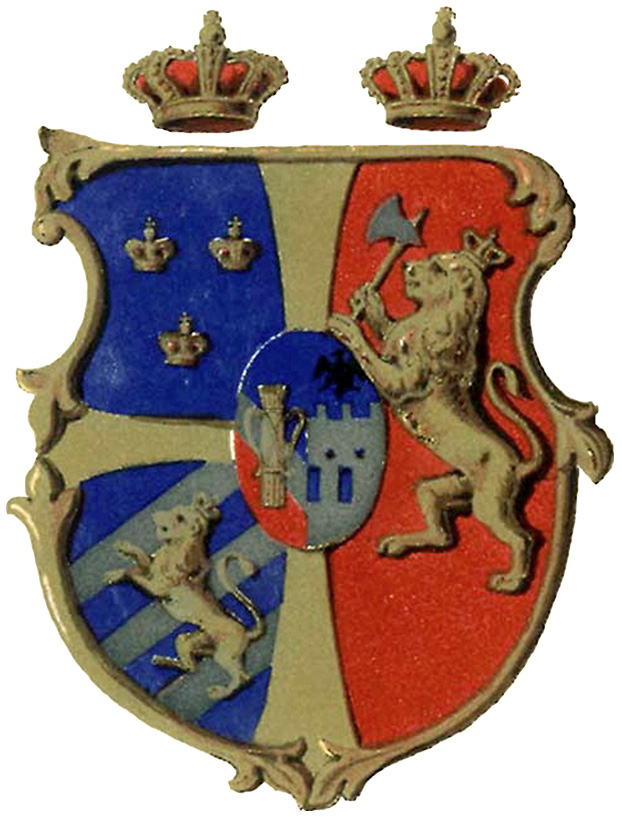
Det svensk-norska unionsvapnet.

Riksakten, på norska Rigsakten, är den lag, som under den svensk-norska unionen bestämde konstitutionella förhållanden mellan Sverige och Norge. När nämnda union kom till stånd genom den norska grundlagen den 4 november 1814, gjordes från svensk sida "förbehåll af Sveriges rikes ständers konstitutionella rätt i de delar, som medföra ändring eller jämkningar i Sveriges rikes regeringsform". Till följd härav utarbetade, med anledning av en kunglig proposition till svenska riksdagen 1815, dennas konstitutionsutskott förslag till en unionell stadga, som antogs av norska stortinget och de svenska ständerna och fick kunglig sanktion den 6 augusti samma år. 
Riksakten innehöll att utåt, i förhållande till främmande makter, skulle Sverige och Norge vara som ett rike, men i allt annat skulle de båda länderna vara fria och självständiga vart för sig. De båda rikena hade alltså gemensam kung och gemensam utrikesstyrelse, och i krig skulle de försvara varandra. Riksakten hade dock kommit till som ett hastverk och därför lämnade mycket övrigt att önska i fråga om klarhet. Anledningen var att Karl Johan hade bråttom att få unionen ingången medan Europas stormakter ännu var upptagna på annat håll. Kungen hoppades dock att bristerna i unionsbestämmelserna skulle vägas upp av att båda folken skulle uppskatta unionens fördelar och därför lätt komma till samförstånd.
Endast i Norge tillerkändes den grundlags natur. I Sverige kunde den därför ändras eller upphävas genom en vanlig lagstiftningsakt, men i Norge fordrades rättsligt härför iakttagande av de där gällande bestämmelserna om grundlags förändring. Dessa åsidosattes dock vid riksaktens avskaffande i Norge genom detta lands utbrytning ur unionen 1905. Sedan de i Karlstad avtalade villkoren för Sveriges bifall till unionens upplösning godkänts av norska stortinget och en svensk urtima riksdag, biföll den senare den 16 oktober 1905 en kunglig proposition om riksaktens upphävande.